# Оргора
Оргора (груз. ორგორა) — село в Грузии, на территории Аспиндзского муниципалитета края (мхаре) Самцхе-Джавахети.

## География
Село находится в южной части Грузии, на левом берегу Куры, на расстоянии приблизительно 4 километров (по прямой) к западу от посёлка городского типа Аспиндза, административного центра муниципалитета. Абсолютная высота — 1291 метр над уровнем моря.

## Население
По результатам официальной переписи населения 2014 года, в Оргоре проживало 117 человек (53 мужчины и 64 женщины). В национальной структуре населения грузины составляли 100 %.
| Год  | Население, человек |
| ---- | ------------------ |
| 2002 | 161                |
| 2014 | ↘ 117              |